# Eristalis tenax
La mosca zángano europea (Eristalis tenax) es una especie de díptero braquícero de la familia Syrphidae nativa de Europa, aunque también se introdujo a Norteamérica, donde ahora se encuentra bien establecida. Tiene el tamaño y apariencia de una abeja melífera, y así se la llama en inglés: drone fly (mosca zángano). Este mimetismo, común a la familia Syrphidae,  posiblemente les confiere un grado de protección contra predadores, que temen la picadura de las abejas, aunque E. tenax es totalmente inofensiva, ya que carece de aguijón.

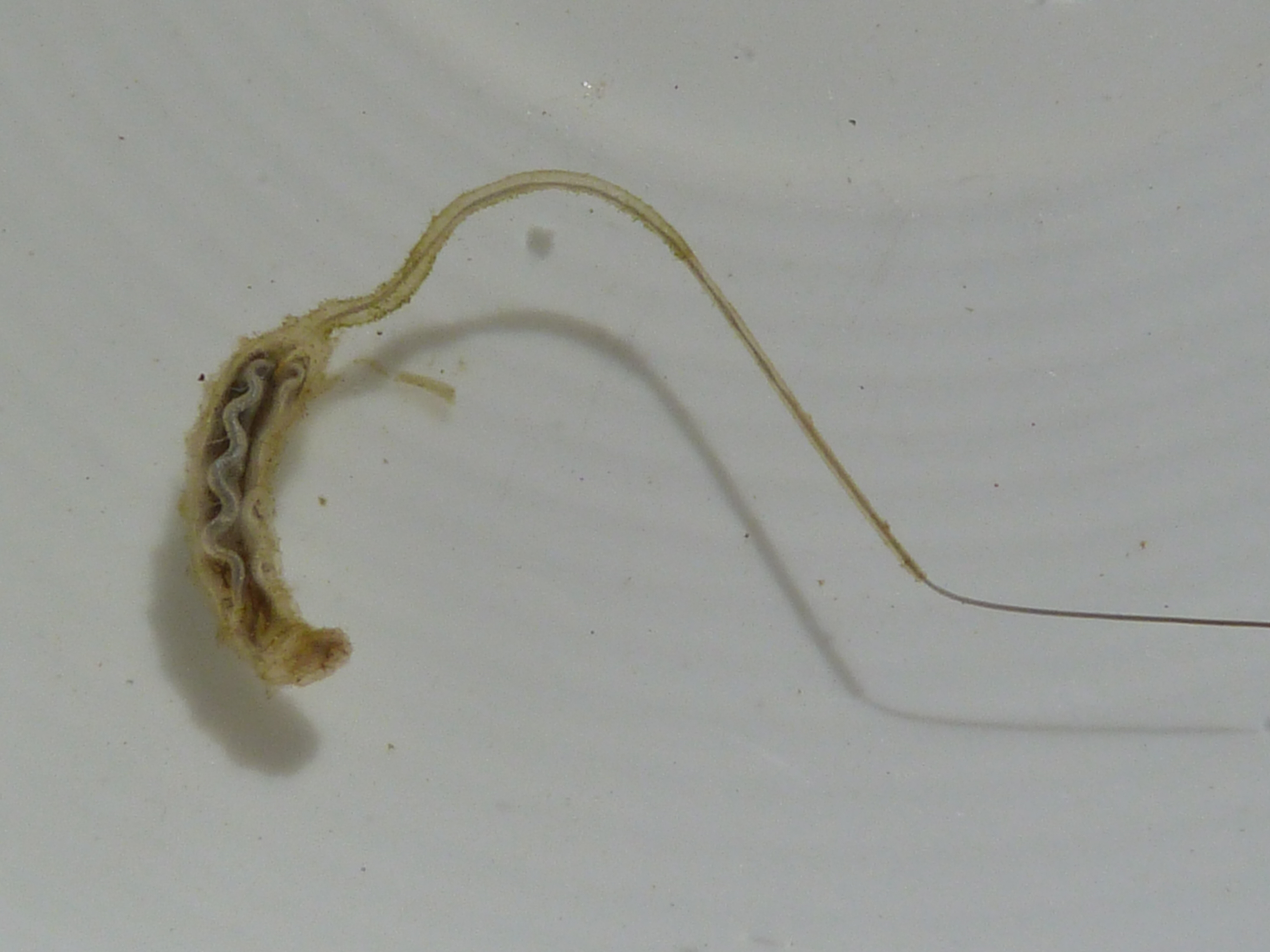
Larva de Eristalis tenax

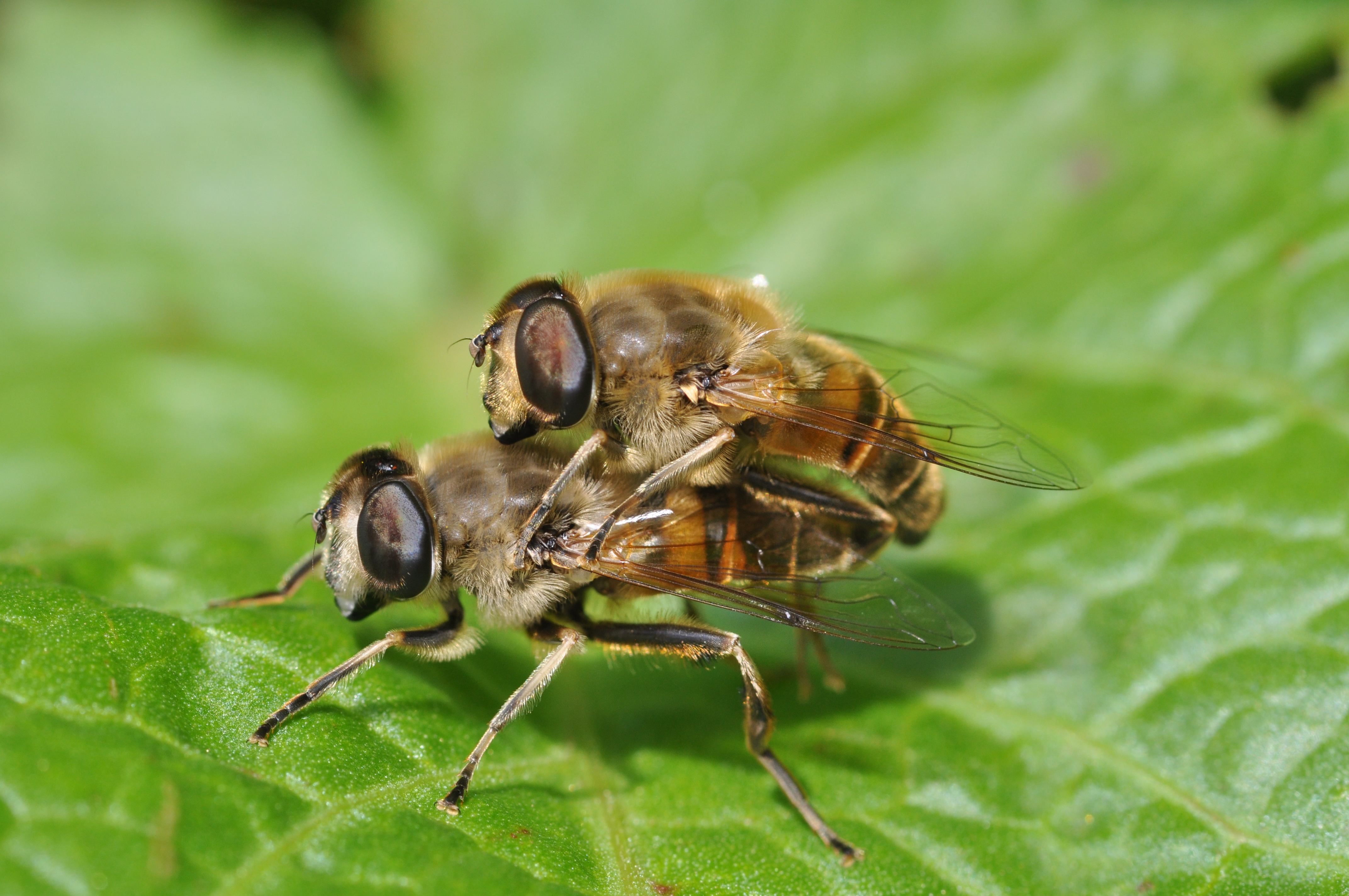
Macho y hembra, apareándose

## Ciclo vital

### Huevo
El huevo es blanco, cubierto de una sustancia pegajosa y tiene forma alargada. Los huevos son depositados en grupos cerca del agua, generalmente aguas corrompidas o con estiércol o materia orgánica en descomposición.

### Larva
La larva posee una prolongación como un esnórquel que utiliza para respirar. Por eso en inglés se le da el nombre de rat-tailed maggot (gusano cola de rata). Cuando este órgano está completamente extendido puede llegar hasta casi 10 cm. En cada segmento hay dos hileras de pelos flexibles. Vive en alcantarillas, desagües o aguas negras, alimentándose de las numerosas bacterias. Pasa por tres estadios larvales.

### Pupa
Cuando la larva completa su desarrollo sale del agua y busca un lugar seco para convertirse en pupa. La pupa es de 10 a 12 mm, gris pardusca, ovalada. Al igual que otros Muscomorpha, la pupa se forma en el interior del tegumento del último estadio larval y es llamada pupario. Este estadio dura de 8 a 10 días.

### Adulto
El adulto mide de 13 a 15 mm; con una envergadura de 15 mm. Se parece a la abeja doméstica, pero se diferencia por la falta de cintura entre el tórax y abdomen, solo dos alas en vez de cuatro, ojos mucho más grandes y antenas pequeñas. Las moscas adultas visitan flores y son buenos polinizadores. Las hembras comen polen que necesitan para la producción de huevos. Los machos suelen ser territoriales.

## Importancia económica
En general se las considera inofensivas e incluso beneficiosas por su labor polinizadora. Sin embargo, se han dado algunos casos de miasis intestinal humana al ser tragadas las larvas accidentalmente junto con el agua contaminada en la cual viven; y se ha descrito al menos un caso de miasis genital accidental en una paciente contraída posiblemente por estimulación genital con vegetales.